# Schloss und St. Katharina Kloster Moosen

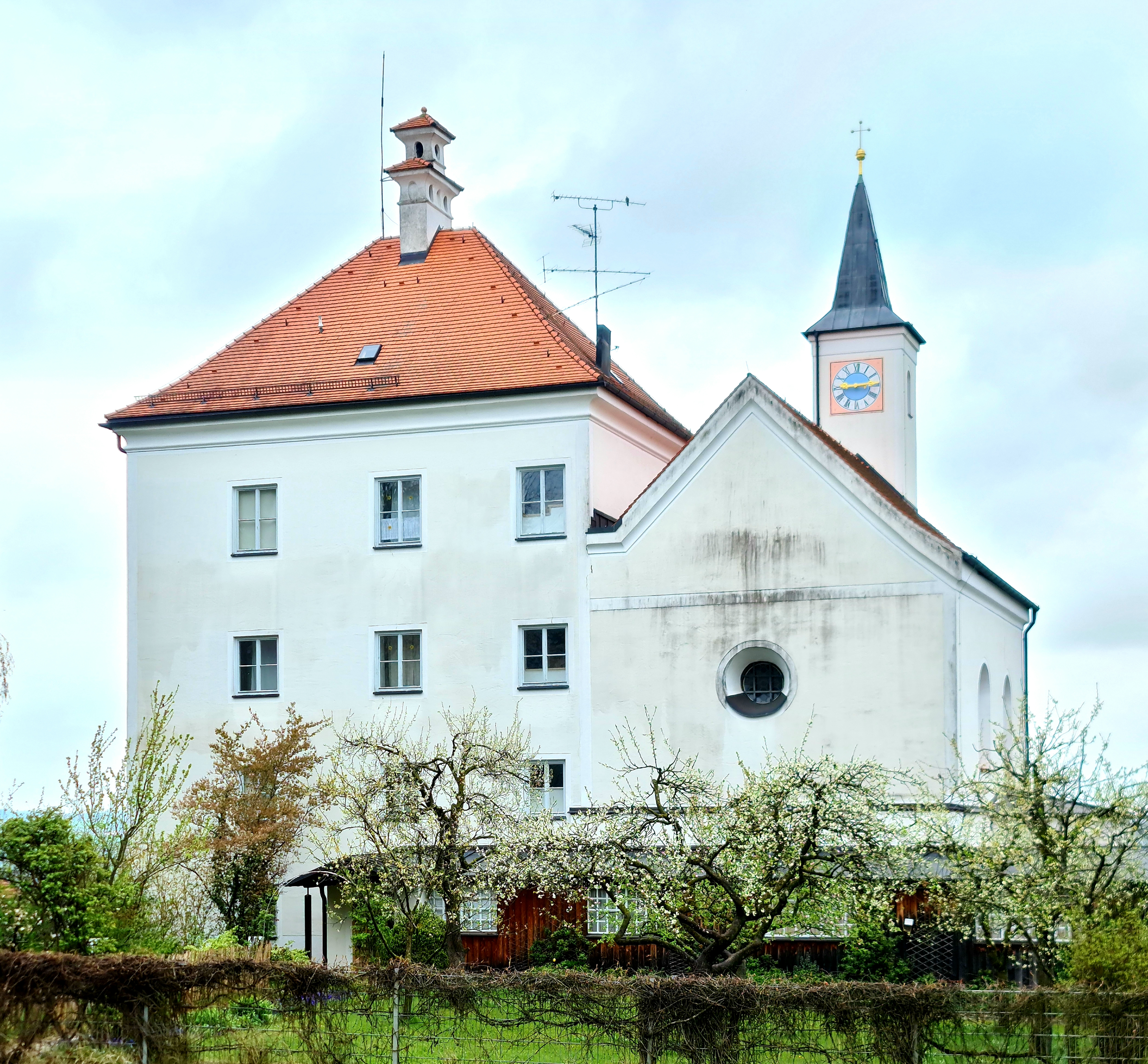
Schloss und St. Katharina (Kloster Moosen)

Das frühere Hofmarkschloss Moosen und die jetzige Filialkirche St. Katharina von Kloster Moosen in der im oberbayerischen Landkreis Erding liegenden Stadtgemeinde Dorfen bilden eine denkmalgeschützte bauliche Einheit.

## Geschichte

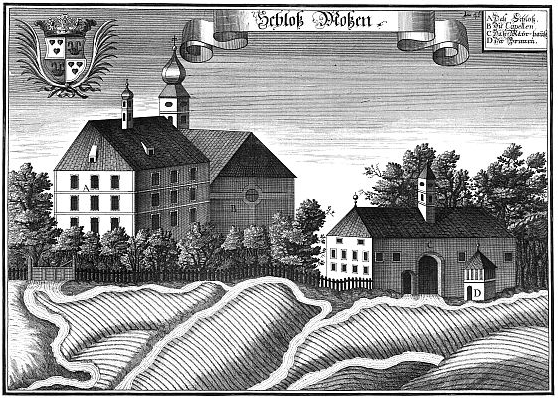
Schloss Moosen nach einem Stich von Michael Wening (1723)

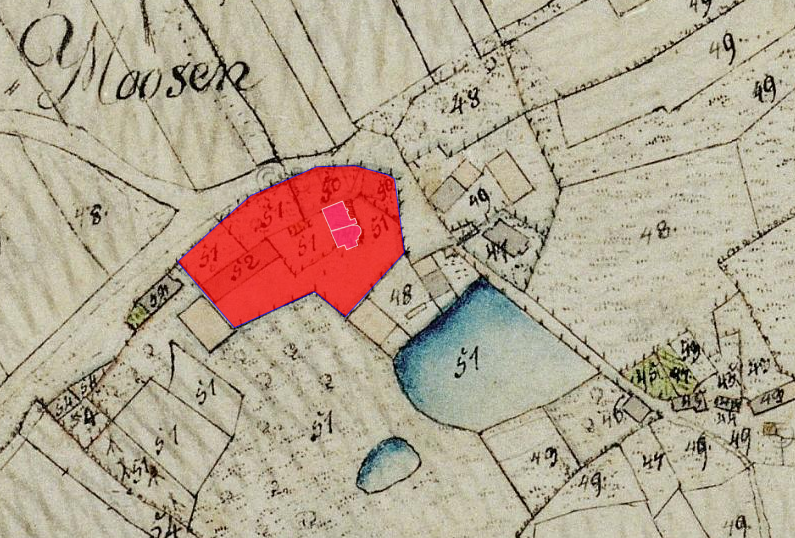
Lageplan von Schloss und St. Katharina Kloster Moosen auf dem Urkataster von Bayern

Erster Besitzer des 1212 erstmals erwähnten Adelsitzes war ein Hartlieb von Moosen. Urkundlich erwähnt sind als weitere Besitzer der Hofmark Moosen die Haslanger (durch Heirat erlangt), ein Konrad Hampersdorfer, und um 1500 das bedeutende Adelsgeschlecht der Preysinger aufgeführt. Letztere verkauften ihren Besitz an Hieronymus Endorfer, anschließend kam das Hofmarkschloss mit umfangreichem Grundbesitz im Bereich der heutigen Gemarkung Hausmehring an die bereits in Armstorf und Lindum begüterten Edlen von Westacher, unter ihnen wurde das heutige im Übergangsstil vom Manierismus zum Frühbarock gestaltete Gebäude errichtet. Die Edlen von Westacher vererbten es, da sie im Jahr 1722 im Mannesstamm ausstarben, an den Baron Karl Josef von Dichtl. Dieser verkaufte es drei Jahre später an die Reichsgrafen von Morawitzky, die es bis 1813 besaßen. Zum Niedergerichtsbezirk der Hofmark zählten die Orte Moosen, Unterhausmehring, Öd und Statt.

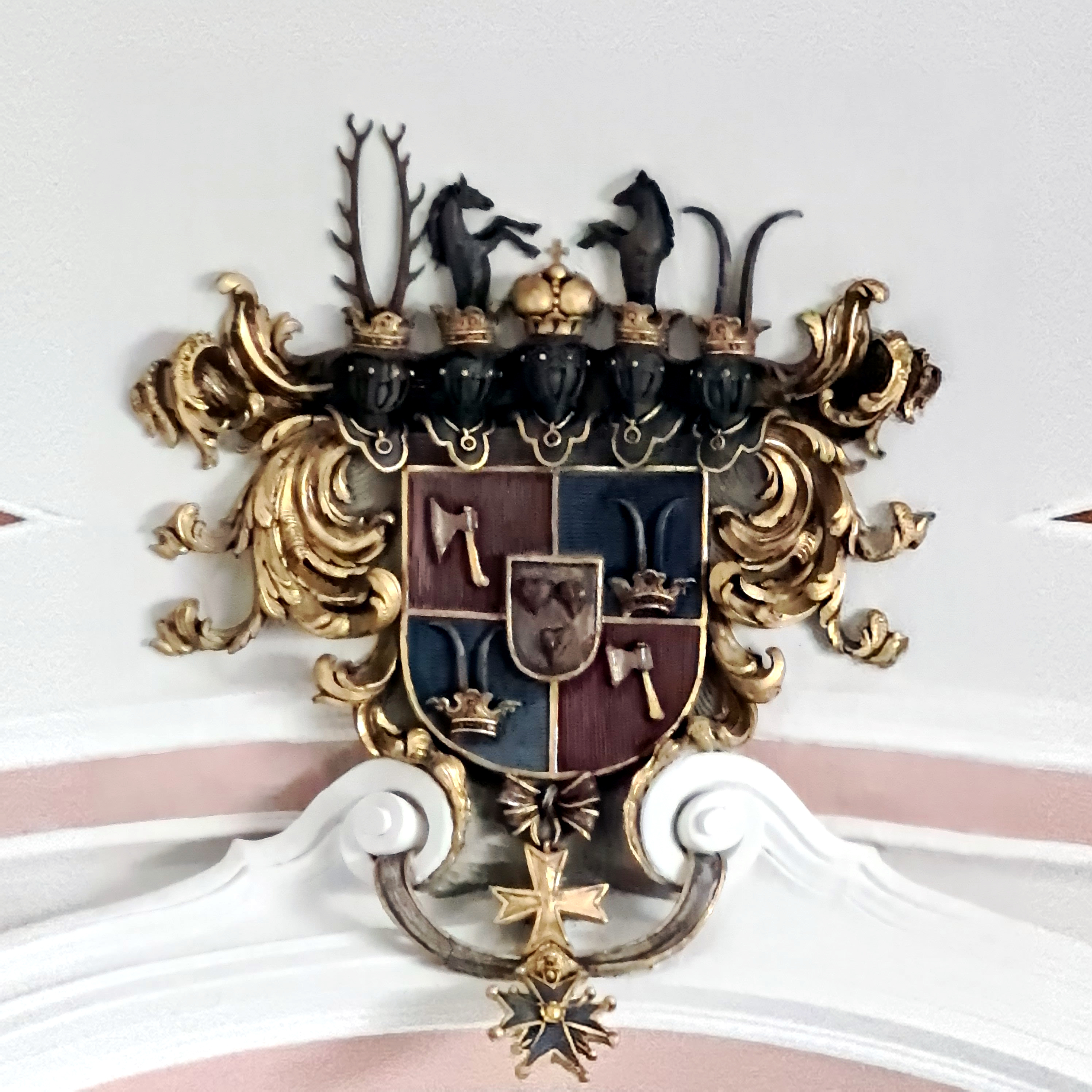
Das Morawitzky-Wappen in der ehemaligen Schlosskapelle

Nach mehrmaligen Besitzerwechsel erwarb der Dorfener Pfarrer Anton Schmitter 1856 das Schloss. Er richtete darin eine Rettungsanstalt für verwahrloste Kinder ein, unter der Leitung der Franziskanerinnen, seit 1865 der Armen Schulschwestern. Die Anstalt hatte Platz für 60 Mädchen im Alter zwischen fünf und 16 Jahren. An Stelle der Ökonomiegebäude und des Meierhofs entstanden 1889/1890 zweckmäßige Neubauten. Von 1865 bis zur Weimarer Republik war auch eine Volksschule integriert. Während des Zweiten Weltkriegs musste das Schülerinnenheim geschlossen werden und diente bis Kriegsende als Lager für die erweiterte Kinderlandverschickung. 1945 gründeten die Armen Schulschwestern in dem Anwesen ein Kleinkinderheim.

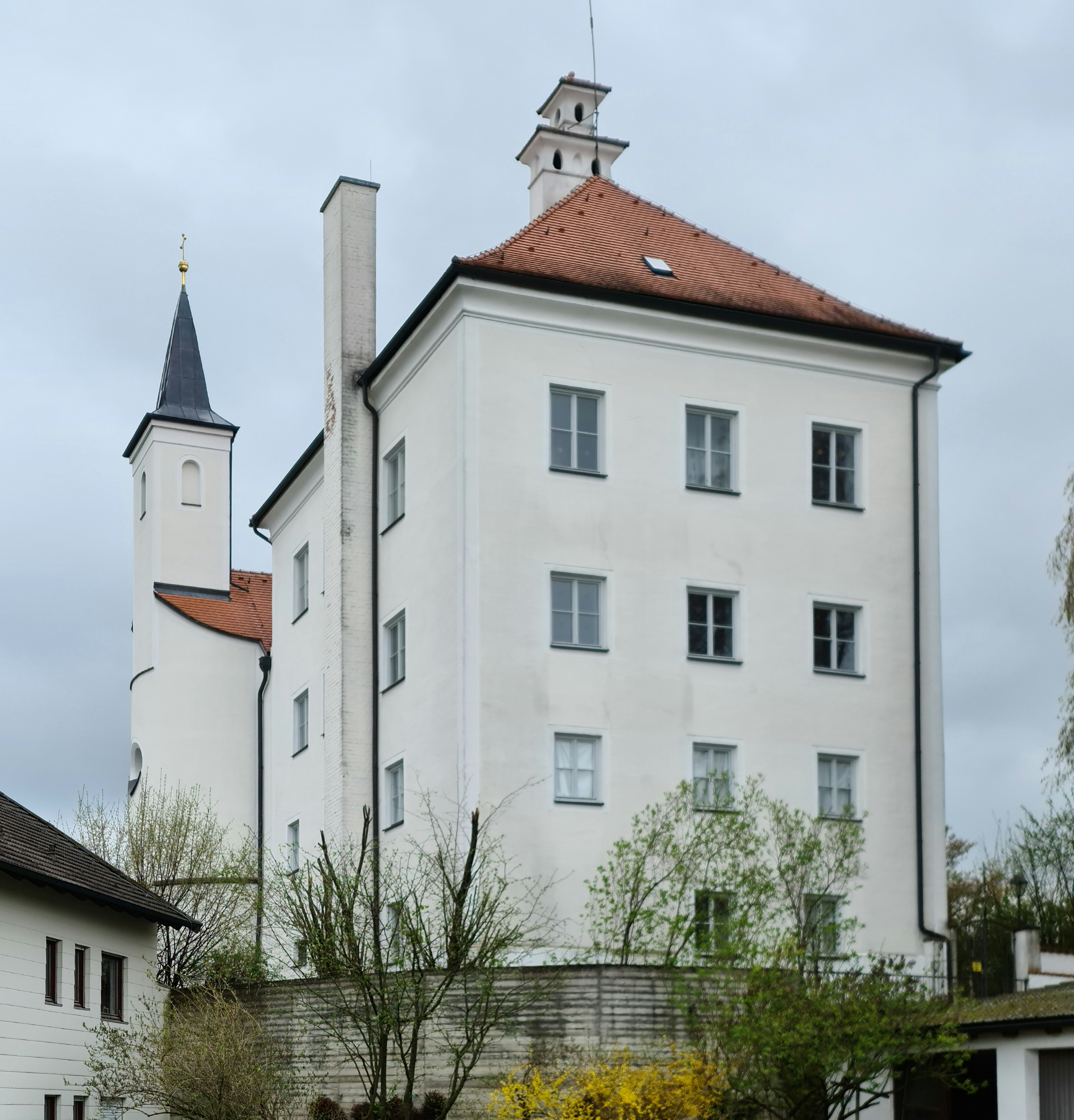
Schloss Moosen v. NNO

Bis in die 2010er Jahre betrieben sie dort ein Kinder- und Jugendheim sowie einen Kinderhort und eine Naturheilpraxis. Das Kinderheim mussten sie aus finanziellen Gründen zum 31. Dezember 2016 schließen. Seit Anfang 2018 führt die Stiftung SLW in den Obergeschossen des ehemaligen Kinderheimgebäudes eine heilpädagogische Kinderwohngruppe. Anfangs noch in Zusammenarbeit mit dem Orden der Armen Schulschwestern, inzwischen steht das Schloss seit einiger Zeit leer, das Kloster wurde geschlossen und die Schwestern abgezogen. Eine neue Nutzung des Schlosses und des nebenstehenden weiterem von den Schwestern bewohnte Klostergebäude (ehemalige Gebrauchsbezeichnung Waschhaus) steht nicht fest. Eine Besichtigung der Schlosskapelle ist durch Aufsperrerbetung durch den Mesner möglich, ansonsten ist sie auf unbestimmte Zeit dauerhaft geschlossen.

## Beschreibung

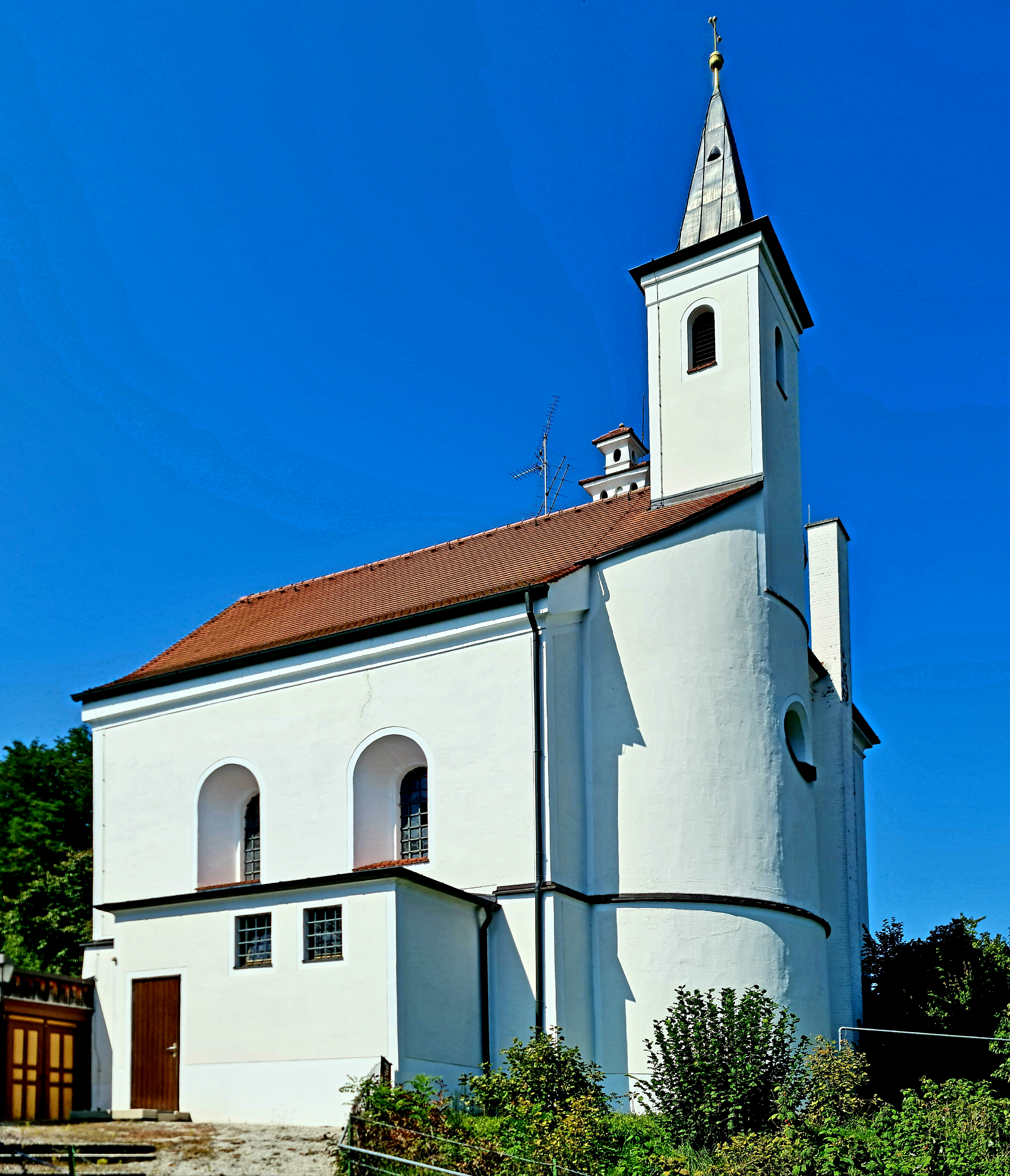
Die ehem. Schlosskapelle St. Katharina

### Schloss/Kloster
Der viergeschossige kubisch-turmartige Bau mit Walmdach mit darauf befindlichem hohem barockem Schornstein wurde um 1620 erbaut. Dieser besitzt an den drei Außenseiten jeweils drei Fensterachsen. Von der adligen Innenausstattung ist aufgrund der Nutzung als Kloster nicht viel erhalten. Von Geschoss zu Geschoss vergrößert sich von unten nach oben die Raumhöhe. Südlich, direkt an die Außenwand angebaut, steht die große Schlosskapelle, die seit dem 19. Jahrhundert als Filialkirche der Pfarrei Schwindkirchen dient. In der Mitte der 2010er Jahre wurde das Gotteshaus im Innern umfassend renoviert.

### Schlosskapelle/Filialkirche St. Katharina

Innenansicht

Der wohl schon kurz vor dem heutigen Schlossgebäude errichtete Sakralbau ist vorwiegend im Stil des beginnenden Klassizismus ausgestattet, was besonders in der Gestaltung des Kuppelgewölbes im Langhaus zur Geltung kommt. Die Kirche besitzt ein weiträumiges und hohes Langhaus zu zwei Fensterachsen – das im Bereich der Empore um einen halben Meter schmäler ist – und einen stark eingezogenen kurzen Chorraum mit halbrundem Abschluss. Die Gewölbe sind durch zwei Freskenbilder, im Chor eine Darstellung der Hl.-Geist-Taube und im Langhaus eine Darstellung des Lamm Gottes, dem Wappenschild der Reichsgrafen von Morawitzky am Chorbogen und gemalte Ornamentik an den Gewölbeecken, die Stuck vortäuschen, geschmückt.

#### Ausstattung
Der im späten Rokokostil gestaltete Hochaltar zeigt schon Anleihen am Frühklassizismus. Das aus unbekannter Entstehungszeit stammende Altarbild zeigt das Martyrium der heiligen Katharina. Seitlich stehen auf Konsolen die Heiligen Georg und Margarete. Im Auszug ist auf Wolken schwebend Gottvater dargestellt.
Seitlich des Chorbogens stehen in tiefen, mit Stuck verzierten Wandnischen die qualitativen Statuen der Apostelfürsten Petrus und Paulus. An der Südwand ist ein Kruzifix angebracht, diesem gegenüber hängt auf etwa 450 cm Höhe ein großes biedermeierliches Gemälde mit der Darstellung Jesus segnet die Kinder.
Das bedeutendste Ausstattungsstück der Kirche befindet sich zwischen der Sakristeitür und dem Südportal, ein Silberschrein mit Jesus in der Verspottung, dieses ließ 1788 Graf Theodor Topor-Morawitzky aus seinem Amberger Schloss mit dem Trauring seiner Mutter in die Moosener Schlosskapelle bringen. Der Schrein war Ziel zahlreicher Hilferuf-Anbetungen an Jesus, was die vielen Votivbilder unter der Empore zeigen.
Weitere Ausstattungsstücke sind ein Kriegsopfer-Gedenkgemälde für den Zweiten Weltkrieg, Kreuzwegtafeln und das Gemälde „Standbild der hl. Katharina“, das seit dem 19. Jahrhundert bis zur letzten Renovierung am Hochaltar angebracht war.

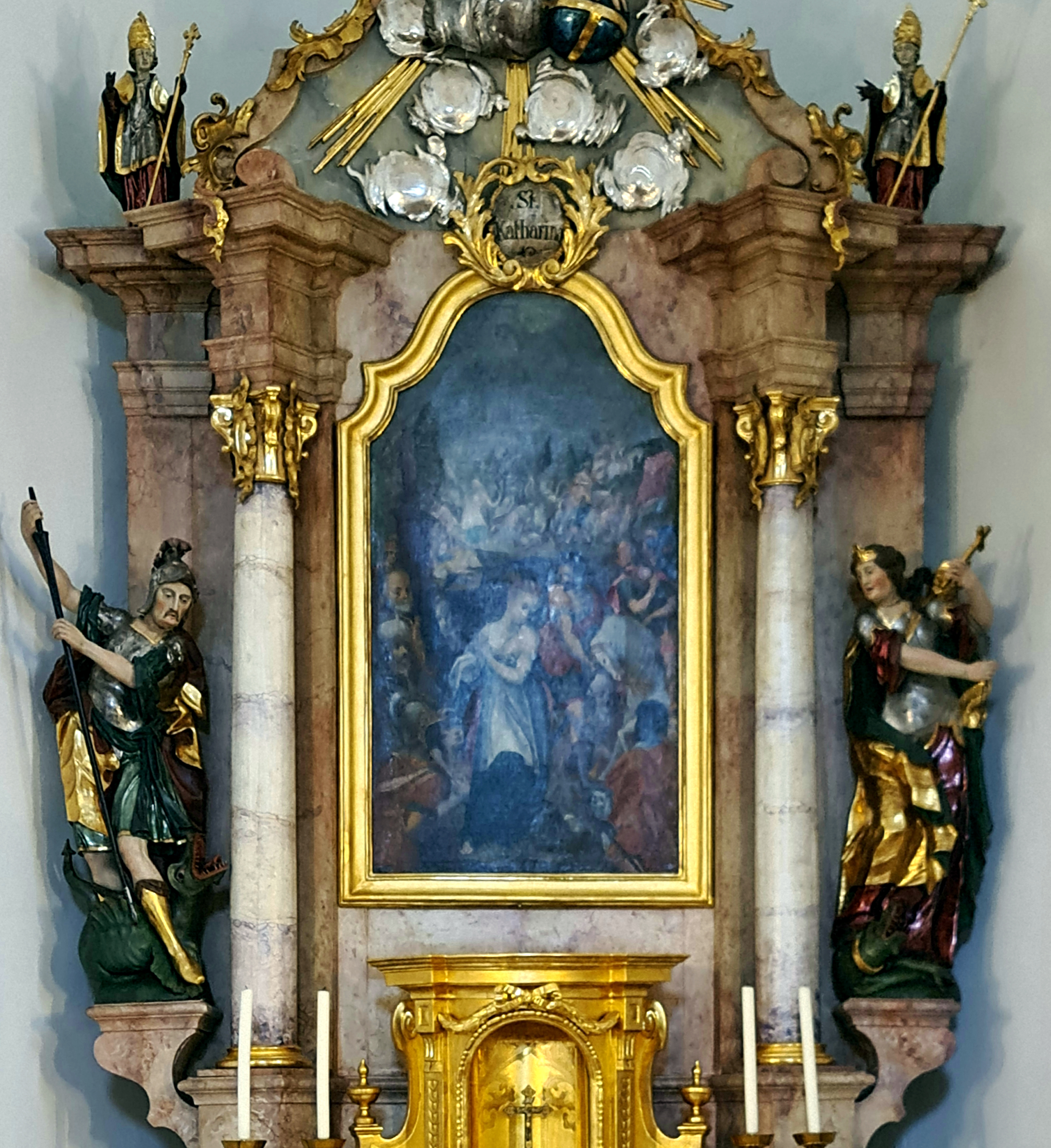
Detail des Hochaltars
Silberschrein
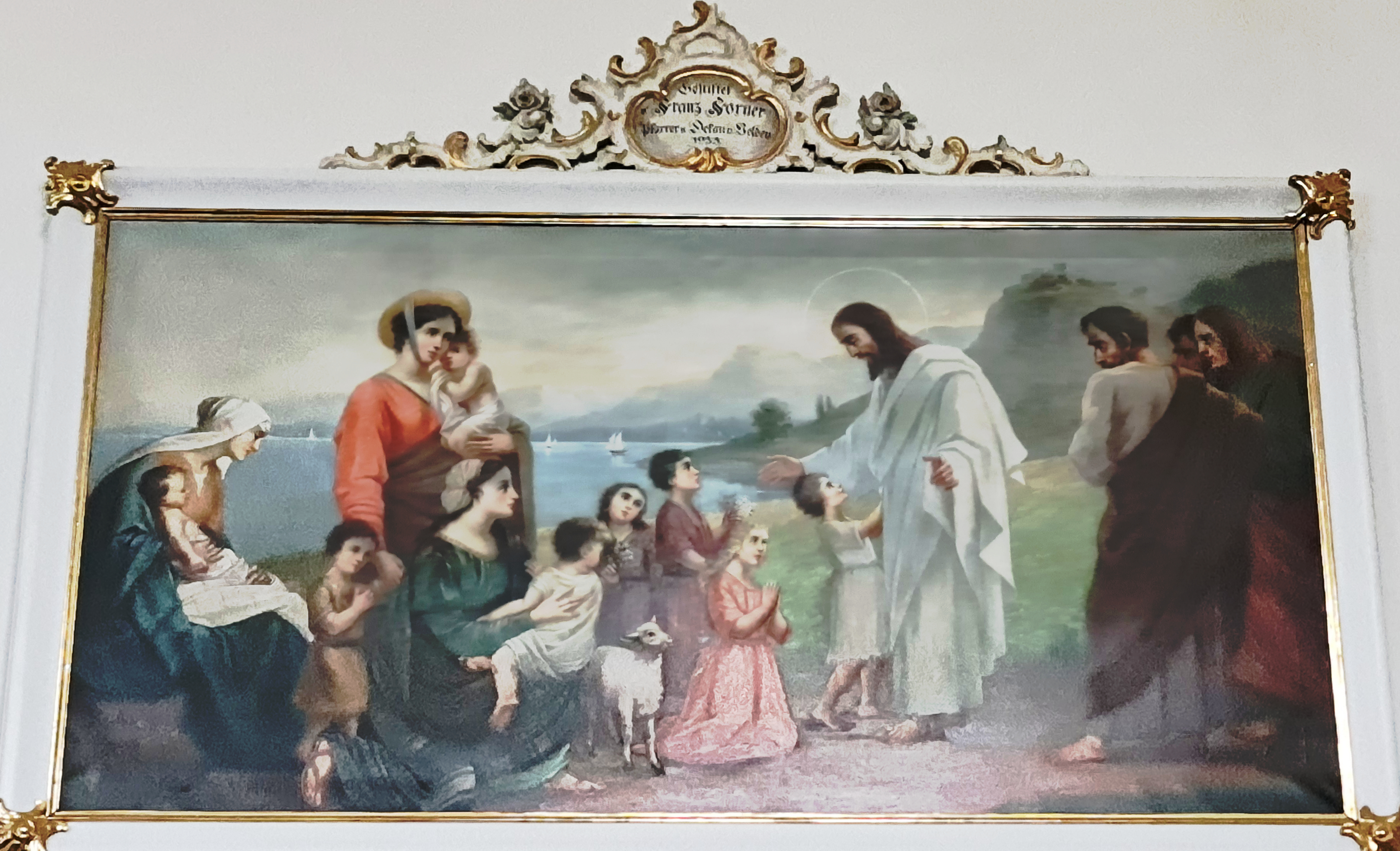
Gemälde Jesus segnet die Kinder

Die Anlage ist unter der Aktennummer D-1-77-115-72 als denkmalgeschütztes Baudenkmal von Moosen verzeichnet. Ebenso wird sie als Bodendenkmal unter der Aktennummer D-1-7739-0160 im Bayernatlas als „untertägige mittelalterliche und frühneuzeitliche Befunde im Bereich des ehem. Schlosses Moosen und seiner Vorgängerbauten mit zugehörigem Wirtschaftshof“ geführt.